# مام وأباري
مام وأباري (بالإنجليزية: Mam and abari)‏ بطلان شعبيان في أساطير استراليا تقول بعض الأساطير أنهما شقيقان وتقول أساطير أخرى أنهما أب وابنة. انشقت الأرض في الشمال وخرجا منها وسافرا إلى الجنوب أحيانا عن طريق الطيران وأحيانا تحت الأرض، ليعلما الناس الطقوس والشعائر.